# NGC 18
NGC 18 este o stea dublă localizată în constelația Pegasus. A fost înregistrată pentru prima dată de către astronomul suedez Herman Schultz în 15 octombrie 1886.

## Vezi și
- NGC 17
- NGC 19